# Fra nonni e nipoti
Fra nonni e nipoti (Parenthood) è una serie televisiva statunitense in 12 episodi trasmessi per la prima volta nel corso di una sola stagione dal 1990 al 1991.
È tratta dal film del 1989 Parenti, amici e tanti guai (Parenthood), diretto da Ron Howard che poi ideò e produsse la serie. Un nuovo adattamento televisivo del film ha debuttato su NBC nel marzo del 2010 con il titolo Parenthood. Steve Martin compare interpretando un cameo in un episodio (Martin aveva interpretato il ruolo di Gil, il protagonista, nel film).

## Personaggi
- Gil Buckman (12 episodi, 1990-1991), interpretato da Ed Begley Jr.
È il capofamiglia dei Buckman.
- Karen Buckman (12 episodi, 1990-1991), interpretata da Jayne Atkinson.
È la moglie di Gil.
- Kevin Buckman (12 episodi, 1990-1991), interpretato da Max Elliott Slade.
È uno dei figli di Gil e Karen, ha dieci anni.
- Taylor Buckman (12 episodi, 1990-1991), interpretata da Thora Birch.
È la figlia di Gil e Karen, ha otto anni.
- Justin Buckman (12 episodi, 1990-1991), interpretato da Zachary La Voy.
È uno dei figli di Gil e Karen, ha quattro anni.
- Helen Buckman (12 episodi, 1990-1991), interpretata da Maryedith Burrell.
È la sorella divorziata di Gil.
- Julie Buckman Hawks (12 episodi, 1990-1991), interpretata da Bess Meyer.
- Tod Hawks (12 episodi, 1990-1991), interpretato da David Arquette.
È un imbianchino e nuovo marito di Helen.
- Garry Buckman (12 episodi, 1990-1991), interpretato da Leonardo DiCaprio.
È il figlio tredicenne di Helen.
- Nathan Merrick (12 episodi, 1990-1991), interpretato da Ken Ober.
È il marito di Susan.
- Susan Buckman Merrick (12 episodi, 1990-1991), interpretata da Susan Norman.
È un'altra sorella di Gil.
- Patty Merrick (12 episodi, 1990-1991), interpretata da Ivyann Schwan.
È la figlia di quattro anni di Nathan.
- Great Grandma Greenwell (12 episodi, 1990-1991), interpretata da Mary Jackson.
- Marilyn Buckman (12 episodi, 1990-1991), interpretata da Sheila MacRae.
È la madre di Gil.
- Frank Buckman (12 episodi, 1990-1991), interpretato da William Windom.
È il padre di Gil.

## Produzione
La serie, ideata da Ron Howard, fu prodotta da Universal Television. Le musiche furono composte da Randy Newman (tema musicale: I Love to See You Smile).

### Registi
Tra i registi della serie sono accreditati:
- Allan Arkush (6 episodi, 1990-1991)
- Matia Karrell (2 episodi, 1990)
- Alan Myerson (2 episodi, 1990)
- Betty Thomas (2 episodi, 1990)

## Distribuzione
La serie fu trasmessa negli Stati Uniti dal 1990 al 1991 sulla rete televisiva NBC. In Italia è stata trasmessa negli anni 1990 su RaiUno con il titolo Fra nonni e nipoti, poi sulla rete Studio Universal dal 7 marzo 2007 con il titolo Parenthood, quindi su Hallmark Channel (2008) e su Joi (2010).
Alcune delle uscite internazionali sono state:
- negli Stati Uniti il 20 agosto 1990 (Parenthood)
- in Francia il 13 maggio 2000
- in Svezia il 17 maggio 2003
- in Spagna (¡Dulce hogar... a veces!)
- in Germania Ovest (Eine Wahnsinnsfamilie)
- in Italia (Fra nonni e nipoti)

## Episodi
| Stagione       | Episodi | Prima TV USA |
| -------------- | ------- | ------------ |
| Prima stagione | 12      | 1990-1991    |